# Несингулярные модели чёрных дыр
Несингулярные модели чёрных дыр — математические теории, описывающие чёрные дыры без возникновения парадоксов, возникающих в стандартной модели чёрной дыры, в том числе парадоксов исчезновения информации и ненаблюдаемости горизонта событий чёрной дыры.

## Подходы к разработке теории возникновения чёрных дыр
Для того, чтобы чёрная дыра, как решение уравнений Эйнштейна, могла реально существовать, она должна сформировать горизонт событий за время, конечное для внешнего наблюдателя. Это требует разработки точной теории образования чёрных дыр, некоторые из таких решений были предложены. В частности, в 2007 году Шуань Нань Чжан из университета Цинхуа предложил модель, в которой горизонт событий потенциальной чёрной дыры формируется (или расширяется) только после того, как падающий объект достигнет существующего горизонта, или после того как горизонт превысит критическую плотность. Иными словами, падающий объект вызывает расширение горизонта событий чёрной дыры, которое происходит только после того, как объект упал в чёрную дыру, что позволяет наблюдать горизонт событий в конечное время.
Предложенное Шуань Чжаном решение не разрешает парадокс исчезновения информации.

## Альтернативные модели черных дыр
В настоящее время разработано несколько моделей описания коллапса звёзд с массой, значительно превышающей предел Чандрасекара, включая гравастар и звезду тёмной энергии.
Альтернативные модели чёрных дыр привлекли внимание, когда Джордж Чаплин, а впоследствии — Лоуренс Краусс, Деян Стойкович и Тенмей Вачаспати из Университета Кейс Вестерн резерв показали, что в некоторых моделях горизонт событий чёрной дыры не может сформироваться.
Эти результаты также привлекли внимание СМИ, поскольку проблематика «чёрных дыр» давно пользуется популярностью общественности. Ряд работ по направлению несингулярных моделей подвергся критике и был отклонён. Например, в отношении некоторых несингулярных моделей было показано, что такие чёрные дыры при чрезвычайно быстром вращении будут нестабильными, и при сохранении момента импульса, не будут описываться обычным сценарием коллапсирующей звезды (см. пульсар).
Вопрос о существовании чёрных дыр, описываемых несингулярными моделями, остаётся открытым.